# Деймановский сельский совет
Деймановский сельский совет (укр. Дейманівська сільська рада) — входит в состав
Пирятинского района
Полтавской области
Украины.
Административный центр сельского совета находится в 
с. Деймановка.

## Населённые пункты совета
- с. Деймановка
- с. Приходьки
- с. Шкураты